# Hr.Ms. Zeeland (1955)
Hr.Ms. Zeeland was een Nederlandse onderzeebootjager van de Hollandklasse.

## Historie
Hr.Ms. Zeeland was een van de vier Hollandklasse onderzeebootjagers. Het schip werd gebouwd in Vlissingen bij Koninklijke Maatschappij de Schelde. De kiellegging vond plaats op 12 januari 1951 waarna het schip op 27 juni 1953 te water werd gelaten. De in dienst stelling volgde op 1 maart 1955.
Na het maken van een tocht over de Noordzee werd Portsmouth aan gedaan in 1955. In 1956 nam het schip deel aan de NAVO oefeningen Grande Chase en Cut Lose.
In juli 1956 bracht de Zeeland, samen met Hr.Ms. Friesland en de kruiser Hr.Ms. De Zeven Provinciën een bezoek aan Leningrad voor de eerste keer sinds 1914. In de haven van Kronstadt werd men officieel verwelkomd door de Sovjet autoriteiten.
Het schip werd van 1956 tot 1962 in conservatie gebracht (inactief).
Zeeland nam in 1966 deel aan de NAVO oefening Silent Rain en in 1967 aan de oefening Perfect Play. In 1968 nam het schip deel aan een oefening genaamd Silver Tower en werd het toegevoegd aan STANAVFORLANT. Het jaar daarop nam het schip deel aan de oefening Razor Sharp en Peace Keeper.
In 1969 nam het schip deel aan een vlootschouw bij Spithead samen met de jagers Holland, Noord Brabant, de kruiser De Ruyter en de fregatten Van Nes en Evertsen.
In juli 1976 bracht de Zeeland, samen met de fregatten Tromp, Van Nes, Van Galen, de jager Holland, de onderzeeër Dolfijn en het bevoorradingsschip Poolster een bezoek aan New York ter gelegenheid van het tweehondertjarig bestaan van de stad.
Op 29 september 1979 werd het schip uit dienst gesteld en verkocht voor de sloop om uiteindelijk in het Spaanse Bilbao gesloopt te worden.